# 哈溫頓 (康乃狄克州)
哈溫頓（英語：Harwinton）是一個位於美國康乃狄克州利奇菲爾德縣的城鎮。

## 地理
哈溫頓的座標為41°45′16″N 73°03′25″W / 41.75444°N 73.05694°W，而該地的平均海拔高度為242米（即794英尺）。

## 人口
根據2010年美國人口普查的數據，哈溫頓的面積為80.50平方千米，當中陸地面積為79.60平方千米，而水域面積為0.90平方千米。當地共有人口5,283人，而人口密度為每平方千米65人。